# Burgkhammer
Der Weiler Burgkhammer ist ein Ortsteil der Stadt Schleiz im Saale-Orla-Kreis in Thüringen.

## Geografie
Burgkhammer liegt am Fuß von Schloss Burgk im Tal der Saale auf einer Landzunge in der Flussschleife zum Unterbecken des Pumpspeicherkraftwerks Bleiloch. Dort überquert die Kreisstraße K558 (ehemalige Landesstraße 1101) auf ihrem Wege von Möschlitz nach Remptendorf das Ausgleichsbecken.

## Geschichte
Die urkundliche Ersterwähnung von Burgkhammer erfolgte am 6. Januar 1366.
In Burgkhammer verloren 1943 vierzehn Militärinternierte aus Italien bei einem Brand ihr Leben.